# Kaigetsudō Doshin
Pour l’article homonyme, voir Kaigetsudō.
Kaigetsudō Doshin (懐月堂 度辰) (actif au début du XVIIIe siècle) est un peintre japonais ukiyo-e appartenant à l'école Kaigetsudō. Il arrive que l'on trouve son nom mentionné comme étant (Kaigetsudō) Nobutatsu, qui est la « lecture japonaise » de Doshin. 
L'atelier des Kaigetsudō (littéralement « L'Atelier languissant pour la lune ») comprenait six artistes, dont leur maître, Kaigetsudō Ando. L'élève le plus connu de l'atelier — le seul d'ailleurs à utiliser le premier caractère (An) du nom de son maître en tête de son propre nom — est Kaigetsudō Anchi. 
Kaigetsudō Doshin est nettement moins connu, mais son style est cependant très identifiable et très proche de celui des autres membres de l'atelier : ses œuvres représentent souvent des courtisanes, seules, sur un fond uni, regardant par-dessus leur épaule dans un mouvement caractéristique. Revêtues d'un lourd furisode protecteur dont seul émerge parfois un pied nu, elles se distinguent par leur silhouette sculpturale, vigoureusement dessinée d'un trait quasi calligraphique, ainsi que par leur expression lointaine et pensive.   